# François de Metz
François de Metz OSBClun (auch Meez) († 7. März 1444 in Genf) war Kardinal und Bischof von Genf.

## Leben
François entstammte der Familie Emmion, die im Besitz der nördlich von Annecy gelegenen Herrschaft Metz war. Er wurde Benediktinermönch, Prior von Talloires und Abt von Sainte-Claude. Zwischen 1426 und 1428 sowie ab 1443 leitet er die päpstliche Kanzlei. Papst Martin V. ernannte ihn 1426 zum Bischof von Genf. Er nahm ab 1431 am Konzil von Basel teil und war an der Wahl von Papst Felix V. beteiligt. Felix ernannte ihn 1440 zum Pseudokardinal von San Marcello.